# Milton Corrêa Pereira
Milton Corrêa Pereira (* 18. November 1919 in Cametá, Pará, Brasilien; † 23. Mai 1984) war ein brasilianischer Geistlicher und römisch-katholischer Erzbischof von Manaus.

## Leben
Milton Corrêa Pereira empfing am 29. Juni 1943 das Sakrament der Priesterweihe für das Erzbistum Belém do Pará.
Papst Johannes XXIII. ernannte ihn am 23. August 1962 zum Titularbischof von Coronea und zum Weihbischof in Belém do Pará. Der Erzbischof von Belém do Pará, Alberto Gaudêncio Ramos, spendete ihm am 30. September  desselben Jahres die Bischofsweihe. Mitkonsekratoren waren der Prälat von Marajó, Gregório Alonso Aparicio OAR, und der Prälat von Cametá, Cornélio Veerman CM. Er nahm an der zweiten, dritten und vierten Sitzungsperiode des Zweiten Vatikanischen Konzils als Konzilsvater teil.
Papst Paul VI. ernannte ihn am 4. August 1967 zum Bischof von Garanhuns. Am 25. April 1973 wurde er zum Koadjutorerzbischof von Manaus und zum Titularerzbischof pro hac vice von Equilium ernannt. Als Koadjutor sedi datus folgte er Erzbischof João de Souza Lima OCist bei dessen Rücktritt am 21. April 1980 nicht automatisch nach. Papst Johannes Paul II. ernannte ihn stattdessen mit gleichem Datum zum Apostolischen Administrator von Manaus. Am 5. März 1981 ernannte ihn Papst Johannes Paul II. zum Erzbischof von Manaus.